# 福井県道152号波松芦原線
福井県道152号波松芦原線（ふくいけんどう152ごう なみまつあわらせん）は福井県あわら市と坂井市を跨ぐ国道と集落を結ぶ一般県道である。

## 路線概要
海岸沿いの波松集落とあわら市中心地を通る国道305号を結ぶ役割を担う路線である。あわら市の海岸沿いから、坂井市を経由して同市の芦原温泉街へ至る。重複区間以外は直線的な路線であるため、海岸沿いの観光地から芦原温泉に向かう場合に利用されやすい。アクセス路として機能する道路である。

### 路線データ
- 起点：福井県あわら市波松
- 終点：福井県あわら市舟津

## 通過する自治体
- 福井県
  - あわら市 - 坂井市 - あわら市

## 道路状況
ほぼ全線片側1車線の確保された一般的な県道である。しかし起点直後の重複区間までの区間のみ若干狭窄するが、アクセス路としてこの区間を走行する必要は全く無いので、それほど注意する必要は無い。夏場の海水浴やプールのシーズンには渋滞することもあるが、それ以外のシーズンには混雑することも無い計算できる道路である。

## 接続路線
- 国道305号（終点）
- 福井県道5号福井加賀線（終点）
- 福井県道7号三国東尋坊芦原線（国道305号と重複）
- 福井県道166号北潟平山線（重複）

## 沿線
- 芦原温泉
- 藤野厳九郎記念館